# Park w Małszewku
Park w Małszewku – dziewiętnastowieczny park o charakterze krajobrazowym usytuowany przy dawnym dworze w Małszewku. Na jego terenie znajduje się m.in. dąb szypułkowy wpisany na listę pomników przyrody. Sam park wpisany jest do rejestru zabytków (park dworski, 2 poł. XIX, nr rej.: A-1406 z 1.12.1982). W 2019 park został poddany kompleksowej rewitalizacji przeprowadzonej przez Fundację Park OdNowa.
W bezpośrednim sąsiedztwie parku znajduje się zabytkowy spichrz folwarczny z XIX wieku (nr rej.: A-4399 z 30.03.2006).